# Ogliastro Cilento
Ogliastro Cilento è un comune italiano di 2 295 abitanti della provincia di Salerno in Campania.

## Geografia fisica

### Territorio
- Classificazione sismica: zona 3 (sismicità bassa), Ordinanza PCM. 3274 del 20/03/2003.

### Clima
La stazione meteorologica più vicina è quella di Capaccio. In base alla media trentennale di riferimento 1961-1990, la temperatura media del mese più freddo, gennaio, si attesta a +6,8 °C; quella del mese più caldo, agosto, è di +24,4 °C.
| CAPACCIO           | Mesi | Mesi | Mesi | Mesi | Mesi | Mesi | Mesi | Mesi | Mesi | Mesi | Mesi | Mesi | Stagioni | Stagioni | Stagioni | Stagioni | Anno |
| CAPACCIO           | Gen  | Feb  | Mar  | Apr  | Mag  | Giu  | Lug  | Ago  | Set  | Ott  | Nov  | Dic  | Inv      | Pri      | Est      | Aut      | Anno |
| ------------------ | ---- | ---- | ---- | ---- | ---- | ---- | ---- | ---- | ---- | ---- | ---- | ---- | -------- | -------- | -------- | -------- | ---- |
| T. max. media (°C) | 9,9  | 9,9  | 12,6 | 16,0 | 19,8 | 24,3 | 28,7 | 29,2 | 25,4 | 20,9 | 15,8 | 12,0 | 10,6     | 16,1     | 27,4     | 20,7     | 18,7 |
| T. min. media (°C) | 3,7  | 4,0  | 5,7  | 8,6  | 11,7 | 15,6 | 19,1 | 19,6 | 16,5 | 13,0 | 9,1  | 5,9  | 4,5      | 8,7      | 18,1     | 12,9     | 11,0 |

## Storia
Le prime attestazioni storiche si hanno nell'anno 1059, nonostante il luogo parrebbe abitato da epoca più remota.
L'etimologia è duplice. In prima istanza, Ogliastro derivebbe dal nome “Olliastrum” (a sua volta dal termine greco “aystron”, ovvero “città” unito al verbo “òllymi”, cioè “distruggere”: Ogliastro sarebbe in tal caso stata edificata in seguito alla devastazione della vicina Agropoli). La seconda ipotesi ci conduce al sostantivo latino (medioevale) “oleastrum”: in apparenza il richiamo all'olivo appare più probabile.
Ogliastro era pertinenza di Agropoli, feudo del Vescovo di Paestum sino al 1556, anno in cui venne alienato alla famiglia Spigadore. I passaggi di proprietà del feudo furono numerosi: Bonito, de Clario, Altomare, de Conciliis, sino ai marchesi de Stefano (1741).
Dal 1811 al 1860 ha fatto parte del circondario di Torchiara, appartenente al Distretto di Vallo del Regno delle Due Sicilie.
Dal 1860 al 1927, durante il Regno d'Italia ha fatto parte del mandamento di Torchiara, appartenente al Circondario di Vallo della Lucania.

## Monumenti e luoghi di interesse
- Chiesa di Santa Croce
- Cappella di San Rocco

## Società

### Evoluzione demografica
Abitanti censiti

## Geografia antropica
Le frazioni maggiori di Ogliastro sono Eredita Cilento e Finocchito:
- Eredita (dal greco “erèido”, ovvero “poggiare saldamente” in ricordo della caduta di Agropoli e come auspicio di lunga vita al borgo[5]);[fonte palesemente inidonea]
- Finocchito (seu “de Fineclito” dal greco “fyo ek lìtos”, ovvero “nato da una pietra”[5])[fonte palesemente inidonea], è ricordato nel 1078. Era dei principi Sanseverino, dai quali passò per vendita a varie famiglie nobili napoletane, tra le quali i baroni Rizzo, i baroni de Conciliis ed i nobili de Clario (feudatari di Finocchito sino all'eversione della feudalità nel 1806), tuttora insigniti del titolo di baroni di Finocchito.[6]

### Etnie e minoranze straniere
Al 1º gennaio 2022 a Ogliastro Cilento risultano 133 cittadinanze straniere, le quali elencate qui sotto:
1. Romania, 21
2. India, 19
3. Mali, 17
4. Nigeria, 14
5. Bangladesh, 13
6. Ucraina, 9
7. Camerun, 6
8. Ghana, 5
9. Gambia, 3
10. Siria, 3
11. Regno Unito, 3
12. Costa d'Avorio, 2
13. Tunisia, 2
14. Somalia, 2
15. Senegal, 2
16. Guinea, 2
17. Libano, 2
18. Germania, 2
19. Egitto, 1
20. Marocco, 1
21. Iran, 1
22. Bulgaria, 1
23. Polonia, 1
24. Paesi Bassi, 1

## Infrastrutture e trasporti

### Strade
- Strada statale 18 Tirrena Inferiore.
- Strada Provinciale 83 Innesto SS 18 (Ogliastro Cilento)-Cicerale-bivio SP 13 (Trentinara).

## Amministrazione

### Sindaci
| Periodo        | Periodo        | Primo cittadino | Partito                                    | Carica  | Note |
| -------------- | -------------- | --------------- | ------------------------------------------ | ------- | ---- |
| 6 giugno 1993  | 27 aprile 1997 | Michele Apolito | DC                                         | Sindaco |      |
| 27 aprile 1997 | 13 maggio 2001 | Michele Apolito | sinistra                                   | Sindaco |      |
| 13 maggio 2001 | 28 maggio 2006 | Raffaele Longo  | lista civica                               | Sindaco |      |
| 29 maggio 2006 | 15 maggio 2011 | Michele Apolito | lista civica                               | Sindaco |      |
| 16 maggio 2011 | 5 giugno 2016  | Michele Apolito | lista civica Uniti per Continuare          | Sindaco |      |
| 5 giugno 2016  | 3 ottobre 2021 | Michele Apolito | lista civica Rinnovamento Nella Continuità | Sindaco |      |
| 4 ottobre 2021 | in carica      | Paolo Astone    | lista civica Con Voi Più Uniti             | Sindaco |      |

### Altre informazioni amministrative
Il territorio fa parte della Comunità montana Alento-Monte Stella.
Le competenze in materia di difesa del suolo sono delegate dalla Campania all'Autorità di bacino regionale Sinistra Sele.